# Onthophagus namnaoensis
Onthophagus namnaoensis là một loài bọ cánh cứng trong họ Bọ hung (Scarabaeidae).